# WASP-12
WASP-12 è una stella nella costellazione dell'Auriga. Essa ospita uno dei pianeti del catalogo SuperWASP (WASP-12 b) più peculiari e studiati. È una debole nana gialla di magnitudine 11,69, non visibile quindi a occhio nudo, più giovane del Sole e con una metallicità maggiore.

## Caratteristiche
WASP-12 è una stella relativamente giovane, appena uscita dalla fase ZAMS, più calda (6300 K) e massiccia (1,35 M☉) del Sole; ospita WASP-12 b, uno dei più studiati pianeti del catalogo SuperWASP, prototipo delle categorie dei pianeti gioviani caldi e dei pianeti di carbonio. La grande vicinanza del compagno alla superficie stellare, solo 1,5 diametri della stessa (circa 3.000.000 di km), ha fatto sì che agli approfonditi studi della composizione del pianeta si affiancassero quelli sulla struttura della stella, in quanto due oggetti così vicini sono sottoposti a forti interazioni, quali scambi di massa o tra campi magnetici.
Lo studio effettuato sullo spettro della stella indica una temperatura superficiale di 6250 ± 100 K, in buon accordo con le prime stime, e una gravità superficiale circa 16 volte quella terrestre. La stella ha inoltre una metallicità più elevata di quella solare, e un'analisi approfondita indica la probabile presenza di tracce di "inquinamento" atmosferico, dovuto al trasferimento di massa in atto da WASP-12 b.
Lo stesso studio ricava una stima dell'età della stella, tra 1 e 2,65 miliardi di anni, e della sua distanza, tra 295 e 465 parsec. La stella inoltre presenta un campo magnetico comparabile a quello solare, ma una mancanza di attività rilevante, forse dovuta a una bassa velocità di rotazione, oltre a uno scarso rimescolamento superficiale, tale da mantenere le condizioni di "inquinamento" atmosferico nel tempo.

## Sistema planetario e disco di gas
WASP-12 possiede come già detto un pianeta WASP-12 b; si tratta di un pianeta gioviano caldo notevole per le sue dimensioni e caratteristiche di composizione, tali da renderlo il prototipo della classe dei pianeti di carbonio. L'alto rapporto C/O del pianeta trova scarsa corrispondenza in quello stellare; ciò potrebbe indicare un meccanismo di formazione ancora da indagare a fondo. Il pianeta è stato scoperto tramite il metodo del transito nell'aprile del 2008, e contestualmente si è osservato un anticipo nel momento di ingresso del pianeta nel transito, ma un'uscita in linea con i tempi. Questo può essere causato da una massa di gas che precede il pianeta nella sua orbita. La spiegazione teorica di questo fatto potrebbe essere la presenza di un disco di gas, strappato al pianeta dal vento stellare e inseritosi in orbita attorno alla stella a 0,71 raggi stellari dalla superficie di questa. Ciò capita perché il pianeta è così gonfiato dal calore, che gli strati esterni della sua atmosfera ricadono all'esterno del proprio lobo di Roche e all'interno di quello della stella, ricadendo quindi su questa. Evidenze sperimentali del disco di materia sono state effettivamente trovate.
| Pianeta | Massa    | Periodo orb.     | Sem. maggiore | Eccentricità  | Scoperta |
| ------- | -------- | ---------------- | ------------- | ------------- | -------- |
| b       | 1,404 MJ | 1,0914222 giorni | 0,0229 UA     | 0,049 ± 0,015 | 2008     |